# Reineta de Nerpio
Reineta de Nerpio es el nombre de una variedad cultivar de manzano (Malus domestica). Esta manzana está cultivada en diversos viveros entre ellos algunos dedicados a conservación de árboles frutales en peligro de desaparición. Esta manzana es originaria de la Provincia de Albacete, Nerpio, donde tuvo su mejor época de cultivo comercial hasta la década de 1960, y actualmente en menor medida aún se encuentra.

## Sinónimos
- "Manzana Reineta de Nerpio",[6][8][9]
- "Reineta 628".[10]

## Historia
La Sierra del Segura presenta unas condiciones de clima y de suelos excelentes para el cultivo del manzano. De hecho, hasta hace pocas décadas en la localidad de Nerpio (Albacete) se cultivaban en abundancia y la fruta era destinada a la venta, siendo una buena fuente de ingresos. A finales del siglo XX se ha relegado su cultivo debido a la fortísima competencia de las variedades selectas extranjeras comercializadas masivamente. Hoy quedan pocos ejemplares asociados al consumo local y familiar, y donde se cultivaban han  dejando paso al cultivo de nogales.
'Reineta de Nerpio' está considerada incluida en las variedades locales autóctonas muy antiguas, cuyo cultivo se centraba en comarcas muy definidas. Se caracterizaban por su buena adaptación a sus ecosistemas y podrían tener interés genético en virtud de su adaptación. Se encontraban diseminadas por todas las regiones fruteras españolas, aunque eran especialmente frecuentes en la España húmeda. Estas se podían clasificar en dos subgrupos: de mesa y de sidra (aunque algunas tenían aptitud mixta).
'Reineta de Nerpio' es una variedad clasificada como de mesa; difundido su cultivo en el pasado por los viveros comerciales y cuyo cultivo en la actualidad se ha reducido a huertos familiares y jardines privados.

## Características
El manzano de la variedad 'Reineta de Nerpio' tiene un vigor Medio; florece a inicios de mayo; tubo del cáliz triangular  corto, y con los estambres situados insertos en su mitad.
La variedad de manzana 'Reineta de Nerpio' tiene un fruto de tamaño medio; forma esfero-cónica o cónico-truncada, y contorno irregular; piel levemente untuosa; con color de fondo amarillo verdoso, siendo el color del sobre color levemente cobrizo, importancia del sobre color medio, siendo su reparto en chapa, con chapa de suave tono cobrizo en zona de insolación, acusa punteado abundante ruginoso, y una sensibilidad al "russeting" (pardeamiento áspero superficial que presentan algunas variedades) débil; pedúnculo corto, hendido y con engrosamiento en su extremo, anchura de la cavidad peduncular es amplia, profundidad de la cavidad pedúncular es medianamente profunda, con chapa ruginosa verde-marrón en el fondo, bordes irregularmente ondulados, e importancia del "russeting" en cavidad peduncular media; anchura de la cavidad calicina poco amplia, profundidad de la cav. calicina suavemente profunda, pero delimitada su cubeta, de bordes a veces mamelonado con suave enmarañado ruginoso, y de la importancia del "russeting" en cavidad calicina débil; ojo pequeño y abierto; sépalos anchos en su base y puntas agudas, vueltos hacia fuera desde su mitad dejando ver la fosa calicina con sus estambres.
Carne de color crema; textura crujiente, jugosa; sabor característico de la variedad, astringente y agradable; corazón pequeño, desplazado hacia el pedúnculo; eje agrietado; celdas alargadas; semillas pequeñas.
La manzana 'Reineta de Nerpio' tiene una época de maduración y recolección tardía en el otoño-invierno, se recolecta desde mediados de octubre hasta mediados de noviembre, madura durante el invierno aguanta varios meses más, conservándose almacenados muy bien durante casi todo el año, dándoles la vuelta de vez en cuando y retirando aquel ejemplar que haya podido echarse a perder.